# Incendio forestal de Jaén de 2015
El domingo 5 de julio de 2015, se inició un incendio forestal en el paraje «La Cruz del Muchacho» de Collares, en el término municipal de Quesada, en la provincia española de Jaén, cerca del parque natural de las Sierras de Cazorla, Segura y Las Villas, extendiéndose por los municipios colindantes. Quedó extinguido el 29 de julio después de veinticinco días. Fue uno de los incendios forestales con mayor superficie quemada de España y el más grave en la provincia en el último siglo.

## Desarrollo

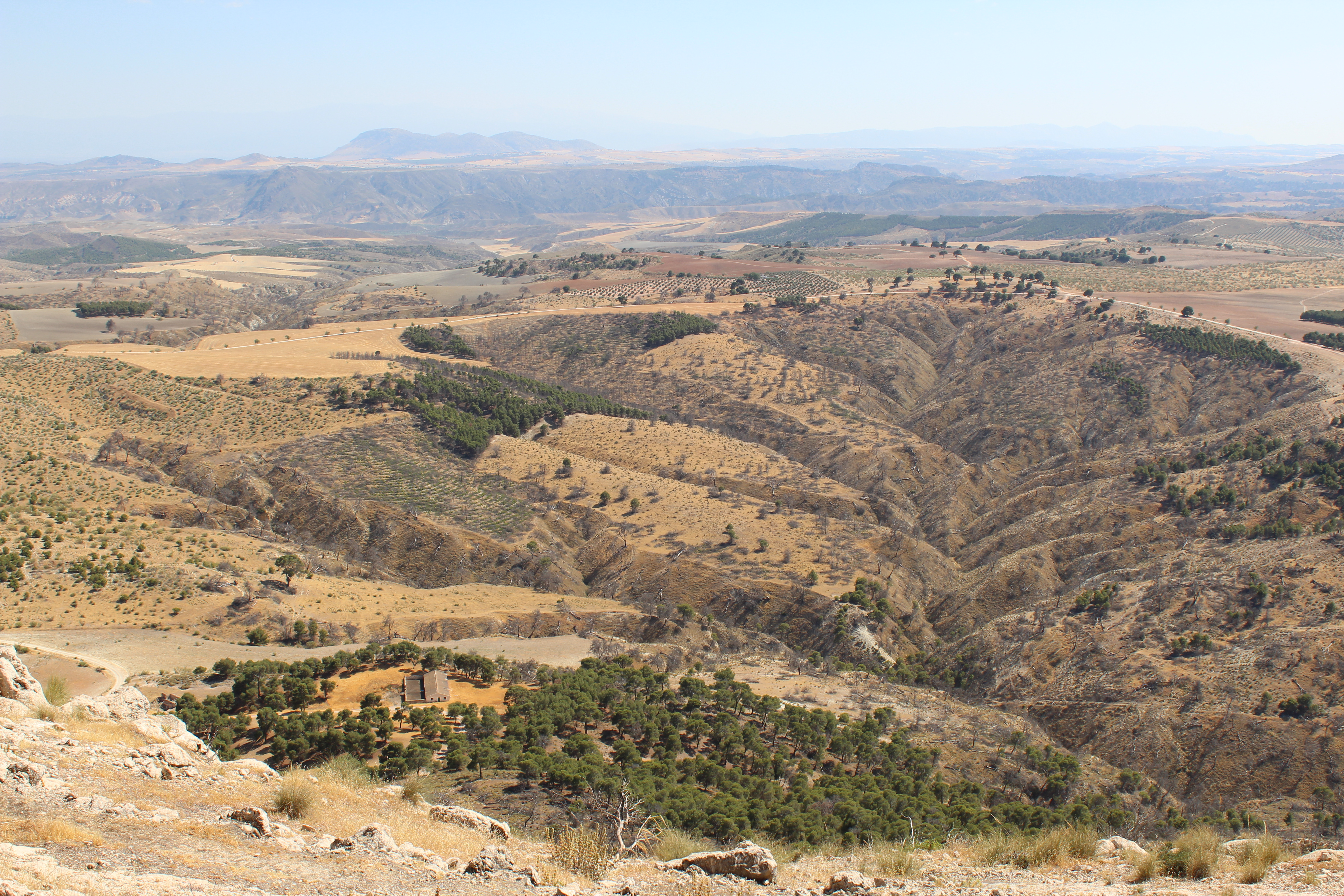
Estado en el verano de 2019 de una de las zonas por donde se extendió el incendio, con islas vegetales que no se vieron afectadas por el fuego.

El incendio se originó por la caída de un rayo. El martes 7 de julio el incendio quedó controlado pero, debido al fuerte viento y a las elevadas temperaturas registradas en esos días de ola de calor, el fuego se reactivó. El frente avanzó hacia el sur llegando a las inmediaciones de las zonas urbanas de Pozo Alcón, Huesa y Larva, y elevando, en pocas horas, la superficie afectada de 200 a 1800 ha y superando las 2000 ha poco después. Se desarrolló en dos frentes, el del suroeste se dirigía hacia Alicún de Ortega, en la provincia de Granada, mientras que el del sureste hacia el Guadiana Menor e Hinojares, donde se construyó un cortafuegos.
El día 9 de julio se activó el «Nivel 1» del Plan de Emergencias por Incendios Forestales. El incendio quedó fuera de los límites del parque natural de Cazorla, Segura y Las Villas, a unos 15 kilómetros, aunque parte de la superficie arrasada es de gran valor ecológico con pinos centenarios, así como, lentiscos, sabinas, enebros, bosque bajo, y otras especies propias del clima mediterráneo seco. Igualmente, quedó arrasada una gran superficie de pino carrasco de reforestación, muy combustible que trataba,  con poco éxito, de impedir el avance de la desertificación que se extiende desde el Levante Almeriense hasta el norte de la provincia de Granada. Fueron desalojadas de manera preventiva 29 personas de la pedanía de Ceal, cortijada de Chíllar y Cortijo Nuevo, pertenecientes todas ellas a Huesa puesto que el fuerte viento lanzaba pavesas a más de mil metros de distancia, lo que dejaba sin efecto los cortafuegos y otros medios preventivos. Igualmente, el fuego afectó a varias zonas agrícolas y ganaderas, quemando olivares y pastos.
El domingo día 12 de julio, el incendio quedó estabilizado, pasando de nivel 1 a nivel 0, lo que propicio el repliegue de la UME. Los medios que quedaron en el lugar, tomaron las medidas oportunas para evitar su nueva propagación, ya que los días siguientes acaeció una nueva ola de calor con temperaturas máximas extremas. Igualmente, se autorizó a los vecinos desalojados a regresar a sus viviendas. Las primeras estimaciones, tras bajar el nivel del incendio, calculaban una superficie quemada superior a las 8000 hectáreas, aunque más tarde se elevaron hasta las 10 000 ha, aún sin estar controlado. Sin embargo, otras estimaciones, elevan la superficie quemada hasta las 14 000 ha. El INFOCA dio por controlado el incendio la mañana del 15 de julio, y, finalmente, quedó oficialmente extinguido a primera hora de la tarde del día 29 de julio, tras veinticinco días.

## Unidades intervinientes

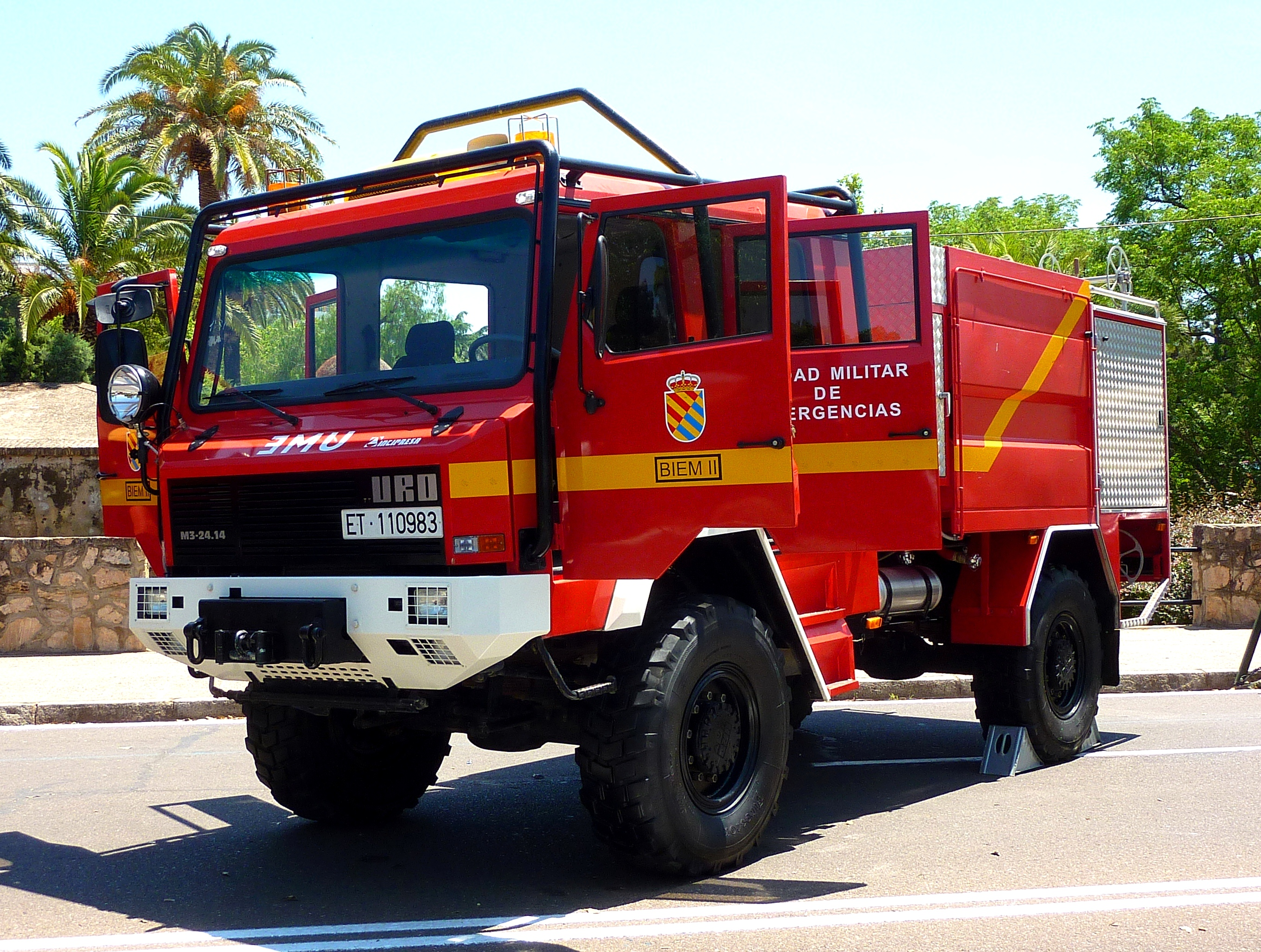
Autobomba de la UME.

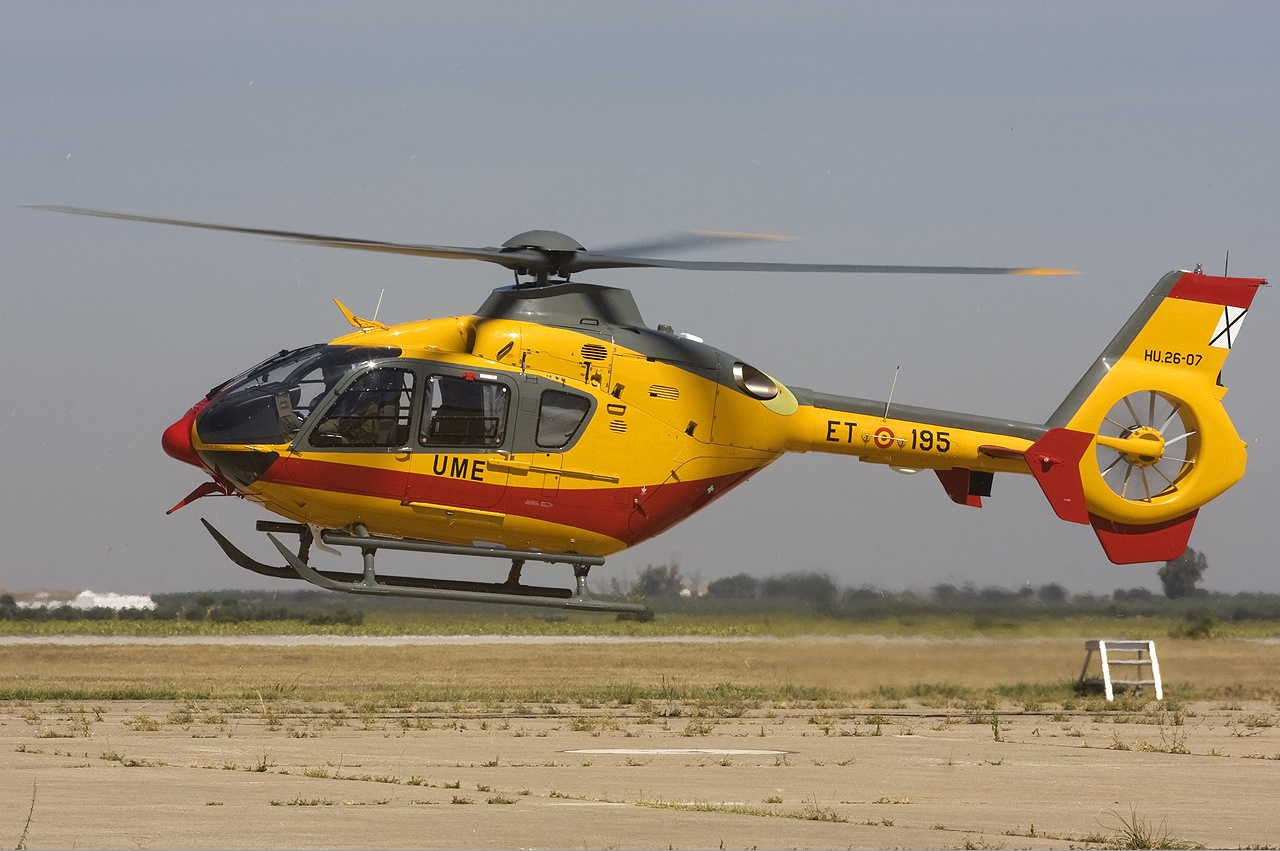
Helicóptero de la UME.

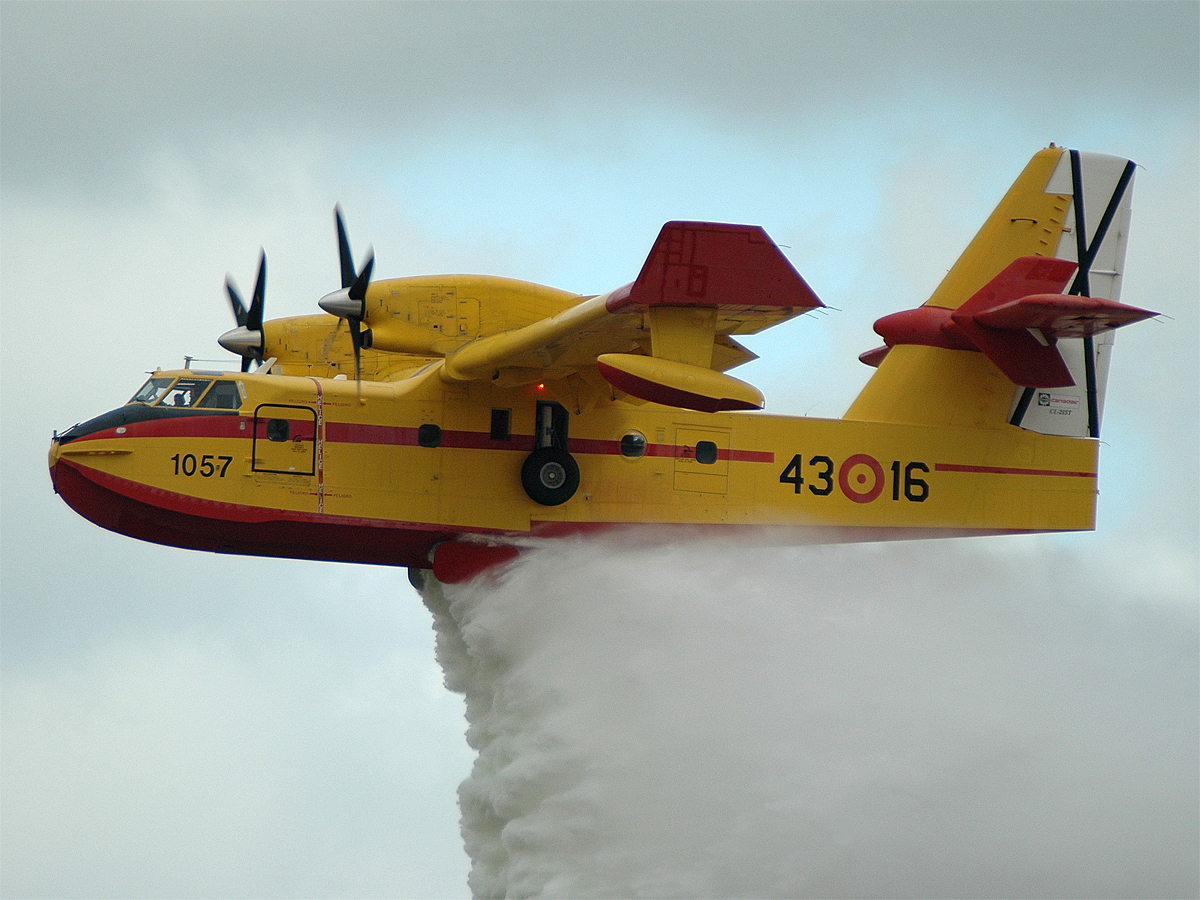
Avión anfibio de la UME.

En el incendio se desplegó un importante operativo, compuesto por:
- Emergencias 112.
  - Puesto de Mando Avanzado, fue ubicado en Estación de Huesa.
  - Grupo de Emergencias de Andalucía (GREA).
- INFOCA.
  - 23 grupos especialistas.
  - 5 brigadas.
  - 10 autobombas.
- Ministerio de Medio Ambiente.
  - 5 aviones anfibios, de las bases de Málaga, Los Llanos y Torrejón.
  - 2 helicópteros Kamov, de Huelma y Caravaca.
  - 2 aviones de carga en tierra, de la base de Agoncillo.
  - 1 avión de observación y comunicaciones, del base de Muchamiel.
  - Unidad Móvil de Meteorología y Transmisiones (UMMT).
  - Agentes de Medio Ambiente.
  - Unidades Médicas de Incendios Forestales (UMIF).
  - Unidad Avanzada de Análisis y Seguimiento de Incendios Forestales (UNASIF).
- Unidad Militar de Emergencias, unidades con base en Morón de la Frontera y Bétera.
  - 250 hombres.
  - 8 medios aéreos.
  - 60 vehículos de maquinaria pesada.
- Guardia civil.
- Unidad de Policía de la Comunidad Autónoma de Andalucía en Jaén (Policía Autonómica).
- Cruz Roja.
- Protección Civil.

Emblema de la UME.
Emblema de la Guardia Civil.
Emblema de la Policía Nacional.
Emblema de la Cruz Roja.
Emblema de Protección Civil.

## Acciones tras el incendio
Tras el incendio surge la necesidad de reforestar la zona, muy amenazada por la desertificación, utilizando especies propias de matorral mediterráneo como romero, tomillo, lentisco o coscoja, y en las zonas húmedas encina, haciendo que en caso de incendio el bosque se regenere fácilmente, en la anterior reforestación se utilizó, principalmente, Pinus halepensis. Los primeros trabajos de reforestación comenzarán en otoño de 2015, para lo que la Junta de Andalucía aprobó una partida presupuestaria de 2,12 millones de Euros. Un año después, se empezaban a obtener los primeros resultados.